# Paredes Secas
Paredes Secas is een plaats (freguesia) in de Portugese gemeente Amares en telt 156 inwoners (2001).

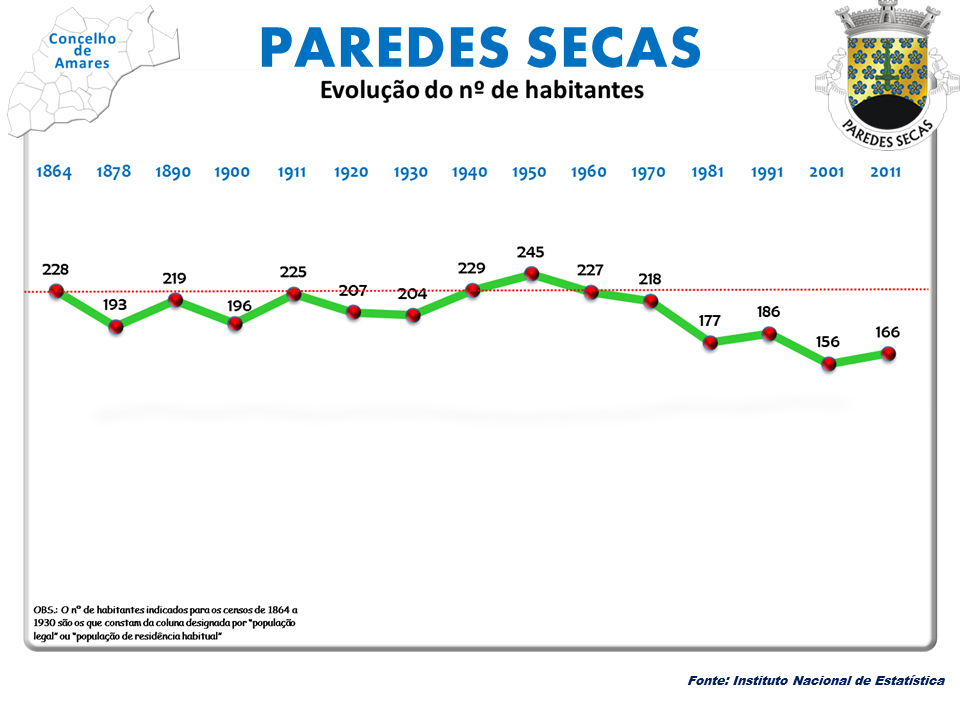
Bevolkingsontwikkeling tussen 1864 en 2011